# Пресбіорніс
Пресбіорніс (Presbyornis) — вимерлий рід гусеподібних птахів родини Presbyornithidae. Характерний птах палеоценової і еоценової епох. Вони в той час були поширені по всьому світу. Скам'янілі рештки пресбіорнісів знайдені у США, Європі та Монголії. Ці птахи поєднували в собі особливості сучасних качок, куликів і ібісів. Жили біля водойм і плоскими дзьобами збирали з поверхні води рослинний корм, як це роблять сучасні річкові качки.